# مضاض مضلع
المُضاض المضلع (باللاتينية: Euonymus angulatus) نوع نباتي يتبع جنس المُضاض من الفصيلة الحرابية (باللاتينية: Celastraceae).
ينتشر في الهند.